# Nordstrand, Møre og Romsdal
Nordstrand är en tätort i Giske kommun i Møre og Romsdal fylke i västra Norge. Orten är belägen på ön Valderøya och består av flera sammanväxta bebyggelser, som Skjong, Valderhaug och kommunens centralort Valderhaugstrand.